# اريك دنت
اريك دنت (بالإنجليزية: Eric Dent) هو منظر أعمال ‏ أمريكي، ولد في 20 نوفمبر 1961 في إيستون (بنسيلفانيا) في الولايات المتحدة.